# D.Marsh
D.MARSH — український електронік-рок гурт з Києва.

## Історія
Гурт був створений у місті Києві на початку 2018 року, засновниками стали вокаліст Михайло Опекан та саунд-продюсер і мультиінструменталіст Ярослав Костюк.
В липні 2018 р. гурт представив дебютний сингл «Коло», який тепло сприйняли ЗМІ та критики.
У вересні 2018 р. колектив виступив з новою програмою на площі знань КПІ та на фестивалі SOLOMA FEST у Києві. Грудень цього ж року став важливим для гурту, на Lavina Music виходить студійний EP під назвою «Поки весь світ мовчить», до якого ввійшло 5 україномовних композицій «21» «Поки весь світ мовчить» «За вчора» «Портрети» «Всередині».
На початку 2019 р. до гурту приєднується третій учасник — барабанщик Назарій Захарків, і творчість колективу підсилюється звучанням живих ударних.
26 листопада 2019 музиканти презентували нову композицію «Хто я без тебе».
У травні 2020 року колектив випустив пісню «Хто твій бог» та кліп на неї, який був знятий власними силами учасників команди в столичному барі «Хвильовий» напередодні карантину.
На сьогоднішній день гурт проводить активну роботу над новим матеріалом, експериментує з новим звучанням та готується представити свою творчість на літніх фестивалях.

## Жанр
Творчість D.MARSH — це суміш вінтажних аналогових синтезаторів і електрогітари з класичним звучанням електронної та рок-музики, на теми буття, любові, відносин та критики сучасного суспільства. На творчість гурту вплинуло звучання всесвітньо відомих гуртів, таких як Depeche Mode, IAMX, Arctic Monkeys, Oasis, The XX та ін.

## Склад
- Михайло Опекан — вокал, гітара
- Ярослав Костюк — клавішні, бас, саунд-продюсер
- Назарій Захарків — ударні

## Дискографія
- 2018 — «Коло» (сингл)
- 2018 — «Всередині» (сингл)
- 2018 — «Поки весь світ мовчить» (EP)
- 2019 — «Засинай» (сингл)
- 2019 — «Хто я без тебе» (сингл)[9]
- 2020 — «Хто твій Бог» (сингл)
- 2020 — «Вічність» (EP)

### Кліпи
- 2020 — «Хто твій Бог»